# Desik und Zygan
Desik (russisch Дезик) und Zygan (Цыган, Zigeuner) waren zwei Hündinnen, die am 22. Juli 1951 von der Sowjetunion auf einem Suborbitalflug in den Weltraum befördert wurden, um die Möglichkeit der bemannten Raumfahrt zu testen. Sie waren die ersten Wirbeltiere, die einen Raumflug überlebten.

## Hintergrund
Nachdem Raketen des Deutschen Reichs im Jahr 1944 erstmals den Weltraum erreicht hatten, brachten die Vereinigten Staaten im Februar und März 1947 an Bord einer V-2 mit einigen Fruchtfliegen erstmals Tiere ins Weltall, die den Flug auch überlebten. 1949 begannen die USA, mit Rhesusaffen erstmals Wirbeltiere ins Weltall zu schicken, als erstes Albert II., die ihre Flüge aufgrund verschiedener Pannen jedoch allesamt nicht überlebten. Einige starben erst beim Aufprall auf die Erde. Auch eine Maus, die 1950 auf einem Suborbitalflug in den Weltraum befördert wurde, starb dabei. Im September 1951 überlebte erstmals einer der Affen seinen Raumflug.
Die Sowjetunion beschloss in einem geheimen Erlass vom 13. Mai 1946 die Entwicklung einer Raketenindustrie und den Beginn der Erforschung von Flügen in die obere Atmosphäre. Als Chefkonstrukteur verschiedener ballistischer Lenkflugkörpersysteme mit flüssigem Treibstoff wurde Sergei Koroljow ernannt. Unter anderem sollten die Auswirkungen solcher Flüge auf lebende Organismen untersucht werden. Aus Sicherheitsgründen wurden Höhere Säugetiere, aber keine Menschen verwendet. Eine Gruppe unter Leitung von Alexei Pokrowski und Wladimir Jazdowski überzeugte 1950 die sowjetische Akademie der Wissenschaften, statt Mäusen bzw. Ratten oder Affen (welche schwer zu trainieren und leicht zu verängstigen waren) lieber Hunde zu verwenden, da die Wissenschaftler der Meinung waren, diese könnten lange körperliche Inaktivität besser verkraften. Koroljow hatte bereits 1948 vorgeschlagen, sich damit zu befassen. Im gleichen Jahr wurde eine Kommission zur Erforschung der oberen Atmosphärenschichten unter Leitung von Anatoli Blagonrawow gegründet. Im Herbst 1950 wurde ein Feuertest einer Rakete mit Besatzung (den Hunden Desik und Zygan) durchgeführt. Ihr Zustand verblieb normal und die Hunde interagierten gut mit den Experimentatoren.
Der Zweck aller Raumflüge mit Tieren war, die Möglichkeit der bemannten Raumfahrt zu testen und das Verhalten von Tieren unter Raumflugbedingungen zu beobachten.

## Vorbereitung

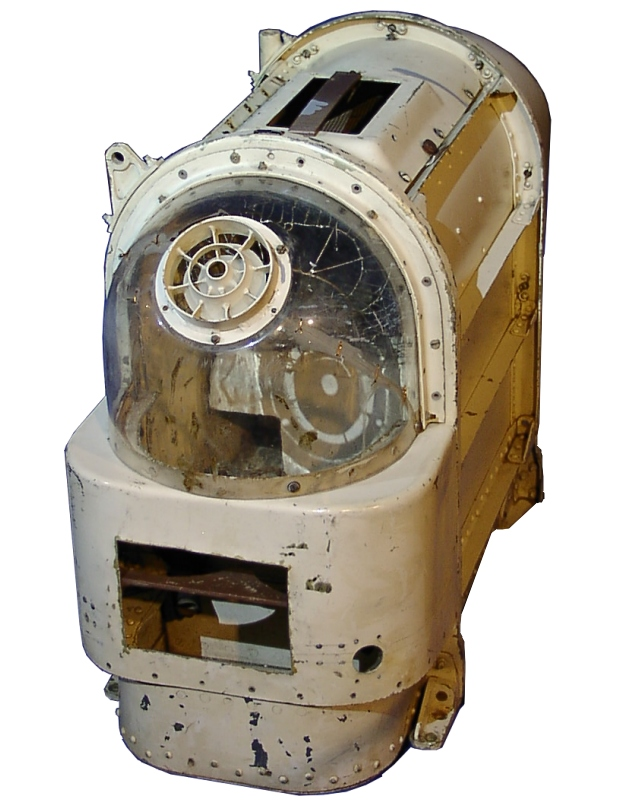
Raumfahrtkapsel, in der die sowjetischen Hunde in den Weltraum geschickt wurden

Die Sowjetunion schickte ab 1951 mit dem VR-190-Projekt erstmals Hunde als Testobjekte in den Weltraum. Die Hunde waren wegen des Temperaments und der Spezifikationen der Raumanzüge typischerweise weiblich und aufgrund der größeren Robustheit von gemischter Rasse. Dazu wurden streunende Hunde ausgewählt, da diese sich noch nicht an ein Zuhause gewöhnt hätten und mit den extremen Stressbedingungen eines Raumflugs besser zurechtkämen. Parameter der Rakete und des Fluges setzten voraus, dass die Hunde etwa 6–7 kg schwer, maximal 35 cm hoch und 2–6 Jahre alt sein sollten. Damit sie auf Filmaufnahmen besser zu erkennen sind, sollten sie außerdem weißes Fell haben.
Im Training mussten die Hunde unter anderem lange Zeiten am Stück stillstehen, in Druckkammern verharren, Raumanzüge tragen und die Vibrationen eines simulierten Raketenstarts überstehen, außerdem wurden sie in einer Zentrifuge den hohen Beschleunigungen, wie sie eine Rakete erzeugt, ausgesetzt und in immer kleinere Käfige gesperrt, um sich an die Enge ihres Raumfahrzeugs zu gewöhnen. Teils wurden sie 15 bis 20 Tage am Stück in kleinen Kisten gehalten. Selbst bei Spaziergängen wurden sie beobachtet. Die Raumanzüge waren mit speziellen Vorrichtungen ausgestattet, um den Urin und Kot der Hunde aufzufangen, die besser mit weiblichen Hunden funktionierten. Das geheime Training dauerte etwa ein Jahr und fand in einem Gebäude am Luftwaffeninstitut für Flugmedizin in Moskau statt. Dort befand sich auch eine Raumkapsel, an die sich die Hunde gewöhnen konnten. Koroljow selbst engagierte sich sehr für das Wohlergehen der Hunde.
Anhand ihres Gesundheitszustands, ihrer Veranlagung und ihrer Reaktionen wurden die am besten geeigneten Hunde ausgewählt. Um individuelle Reaktionen auszuschließen und bessere Ergebnisse zu erhalten, wurde beschlossen, zwei Hunde auf einmal zu verwenden. Die Hundepaare wurden so ausgewählt, dass ihre Veranlagung gut zueinander passte. Im Juni 1951 traf ein ganzer Zwinger mit den ausgewählten Mischlingshunden am Weltraumbahnhof Kapustin Jar ein.
Untersucht wurden mit den Flügen die Auswirkungen verschiedener physikalischer und kosmischer Effekte auf die Tiere, darunter Veränderungen der Schwerkraft, Vibrationen, Stoßbelastung, Schallreize verschiedener Intensität, der Einfluss kosmischer Strahlung, Hypokinese (Bewegungsarmut) und veränderte Zusammensetzung der Atmosphäre.

## Raumflug
Der Starttermin wurde von der Staatskommission auf den 22. Juli 1951 festgelegt; am Tag davor wurde die R-1B, eine drei Jahre zuvor entwickelte einstufige Flüssigbrennstoffrakete, zum Testgelände Kapustin Jar in der Oblast Astrachan gebracht und installiert. Zur besseren Sichtbarkeit wurde die Rakete unten weiß lackiert und die Startuhrzeit auf den Sonnenaufgang gelegt, damit die Rakete besser aufgezeichnet werden konnte.
Die Hunde an Bord der Rakete waren erneut Desik und Zygan. Sie wurden erst tags zuvor aufgrund ihrer Ruhe und Ausdauer bei den Tests ausgewählt und von den anderen Hunden getrennt gehalten. Desik hatte weißes, Zygan schwarz-weißes Fell. Sie verhielten sich vor dem Start ruhig. Ihr Futter war leicht, aber kalorienreich, und bestand aus geschmortem Fleisch, Milch und Brot. Beim Flug trugen Desik und Zygan Druckanzüge mit Sensoren für Puls und Atemfrequenz und runden Acrylglashelmen. Sie befanden sich in einer versiegelten Kabine, wo sie mit Gurten an zwei Tragbretter gebunden waren. Eine über ihnen angebrachte Filmkamera nahm den gesamten Raumflug auf. Neben den beiden Hunden waren auch mehrere wissenschaftliche Geräte zur Untersuchung der physikalischen und chemischen Eigenschaften der oberen Schichten der Atmosphäre an Bord.
Eine Stunde vor dem Start installierten Wladimir Jazdowski und der Mechaniker Woronkow die Druckkabine mit den beiden Hunden im Kopf der Rakete, schlossen die Sensoren an, überprüften erneut die Ausrüstung und schalteten das Luftregenerationssystem ein. Zwanzig Minuten vor dem Start stiegen sie von der Plattform herab. Desik und Zygan starteten um 4:00 Uhr, etwa sieben Minuten vor Sonnenaufgang. Unmittelbar nach dem Start mussten die Hunde eine Belastung von fast der fünffachen Erdbeschleunigung verkraften. Sie hatten Schwierigkeiten, ihre Köpfe zu drehen, und ihr Puls stieg um das Vierfache auf 250 Schläge pro Minute. Nach einigen Minuten löste sich die Raketenstufe in einer Höhe von 87,7 km von der Kapsel und die Hunde waren etwa vier Minuten lang schwerelos.
Die Kapsel erreichte ein Apogäum von etwa 101 km (nach anderen Angaben 110 km). 15 Minuten nach dem Start öffnete sich in einer Höhe von etwa 7 km sichtbar der weiße Fallschirm. Beide Hunde wurden unverletzt etwa 5 km (nach anderen Angaben 20 km) vom Startplatz in ihrem Container geborgen. Der gesamte Flug dauerte nur etwa 20 Minuten (nach anderen Quellen 15 Minuten).
Die Wissenschaftler waren bereits beim Blick durch das Fenster erfreut, beide Hunde lebendig aufzufinden. Desik und Zygan wurden von den Assistenten Witali Popow und Alexander Serjapin umgehend aus ihrer Kapsel und ihren Raumanzügen befreit und begannen, herumzurennen und zu -springen und mit dem Schwanz zu wedeln. Bei einer gründlichen Prüfung im Montagegebäude konnten keine physiologischen Veränderungen festgestellt werden, die Hunde hatten die Belastung und die Schwerelosigkeit gut überstanden und sich nicht außergewöhnlich verhalten. Aufgezeichnete Abweichungen innerhalb der akzeptablen physiologischen Grenzen wurden auf die hohe Temperatur vor dem Start und die Erschütterungen im freien Fall zurückgeführt. Zygan erlitt bei der Landung leichte Verletzungen, da sie sich die Bauchhaut aufgekratzt hatte. In den folgenden Tagen besuchten viele Personen Desik und Zygan in ihrem Gehege, um einen Blick auf die „ersten Kosmonauten“ zu werfen.

## Ergebnisse
Desik und Zygan überlebten als erste Wirbeltiere einen Raumflug und leisteten somit einen wichtigen Beitrag zur Entwicklung der bemannten Raumfahrt, die zehn Jahre später mit dem orbitalen Raumflug Juri Gagarins begann. Es konnten einige wichtige Problemstellungen gelöst werden: Es wurde bewiesen, dass Höhere Säugetiere in einer versiegelten, engen Kabine den Flug einer Rakete in über 100 km Höhe, auf Geschwindigkeiten von bis zu 4000 km/h und unter Beschleunigung von bis zu 5 g unbeschadet überstehen können und keine Beeinträchtigung lebenswichtiger Aktivität auftritt. Außerdem wurde festgestellt, dass die Umweltfaktoren während eines Raketenflugs von Tieren toleriert werden können, und kinematografische und oszillografische Diagnosemethoden ermöglichten erstmals die Erfassung physiologischer Parameter wie Atemfrequenz, Atemtiefe, Körpertemperatur und Verhalten unter Flugbedingungen. Das System zur Rettung der Kapsel bewies die Sicherheit der Landung für Tiere und Instrumente. Allgemein gesagt zeigte Desiks und Zygans Raumflug, dass Raketenflüge in die obere Atmosphäre für höhere Organismen sicher sind. Es wurde beschlossen, die Versuche fortzusetzen, um mehr Daten zu sammeln und statistische Zuverlässigkeit zu gewährleisten. Die Wissenschaftler fühlten sich jedoch nach dem erfolgreichen Start viel sicherer.

## Späteres Leben
Desik machte bereits eine Woche später, am 29. Juli 1951, zusammen mit der Hündin Lisa-1 (Лиса, Fuchs) einen weiteren Suborbitalflug an Bord einer R-1B-Rakete. Desik wurde erneut ausgewählt, um zu testen, ob Hunde sich beim zweiten Raumflug anders verhalten und ob Auswirkungen der Belastung des ersten Fluges zurückbleiben. Der Flug lief genauso ab wie der erste, 18 Minuten nach dem Start war jedoch der erwartete Fallschirm nicht zu sehen. Ein Suchteam wurde mit Flugzeugen entsandt und entdeckte die Kapsel eine halbe Stunde später. Der Fallschirm hatte sich vor dem Aufprall nicht geöffnet und beide Hunde waren zu Tode gekommen. Desik und Lisa wurden so zu den ersten Opfern des sowjetischen Raumfahrtprogramms. Die Informationen der gepanzerten Instrumente waren jedoch auslesbar. Eine Untersuchung ergab später, dass die Vorrichtung zur Öffnung des Fallschirms aufgrund der starken Vibrationen blockiert hatte. Alle anderen Einheiten hatten einwandfrei funktioniert. Die Kommission empfahl, die Mängel im Design der sogenannten „Barolele“ zu beseitigen, mit dem Programm jedoch fortzufahren. Der Tod der Hunde löste bei den Forschern und Ingenieuren, insbesondere Hauptkonstrukteur Sergei Koroljow, große Sorgen aus.
Zygan wurde auf Bitten des Vorsitzenden der staatlichen Kommission für die Organisation der geophysikalischen Raketenforschung, dem Raumfahrtingenieur und späteren Diplomaten Anatoli Blagonrawow, nicht für erneute Raumflüge ausgewählt. Es sollte auch getestet werden, ob sich einige Effekte des Fluges erst später zeigten (es wurden keine Änderungen in Physiologie, Verhalten oder Reflexen festgestellt). Zygan wurde als wütender und streitsüchtiger Hund charakterisiert. In dem Vivarium, in dem sie nach dem Raumflug einige Zeit lebte, biss sie einmal einen angesehenen General ins Bein, der davon abgebracht werden musste, sie zu schlagen. Blagonrawow adoptierte Zygan anschließend und nahm sie mit nach Moskau. Sie lebte mehr als zehn Jahre bei ihm und bekam zweimal Nachwuchs.

## Nachspiel
Von 1951 bis 1956 wurden auf 15 wissenschaftlichen Flügen mit R-1-Raketen Hunde in den Weltraum befördert. Von 1957 bis 1960 wurden elf weitere Flüge mit R-2A-Raketen durchgeführt, 1958 drei weitere Flüge mit R-5A-Raketen, die bis etwa 450 km hoch stiegen. Insgesamt wurden 57 Hunde in den Weltraum geflogen, wobei Hunde mit mehreren Flügen hier mehrfach gezählt sind. Die meisten überlebten, ein paar starben aufgrund technischer Fehler.
Im Jahr 1957 gelang es der Sowjetunion erstmals, mit Sputnik 1 ein Objekt in den Erdorbit zu befördern. Einen Monat später wurde mit der Hündin Laika ein Tier in den Orbit geschickt, sie starb jedoch auf dem Flug. Die Hunde Belka und Strelka waren 1960 die ersten Tiere, die einen Orbitalflug überlebten. Der erste Primat, der einen Raumflug überlebte, war der Schimpanse Ham, den die USA 1961 in den Weltraum beförderten.
Die Informationen über die Testflüge von Hunden in ballistischen Raketen wurden streng geheim gehalten. Ingenieure, Wissenschaftler und sogar Hunde trugen Decknamen. Desik und Zygan wurden erstmals am 18. September 1991 auf einer wissenschaftlichen Konferenz von Wiktor Malkin und Armen Gjurdschian öffentlich vorgestellt.
Auf dem Testgelände Kapustin Jar wurde ein Denkmal für die Hunde der sowjetischen Raumfahrt errichtet. Im russischen Animationsfilm Space Dogs sieht man ebenfalls eine Statue für Desik.
Der Raumfahrthistoriker Pawel Schubin behauptete 2021, er habe herausgefunden, dass die eigentliche Flughöhe bei Desiks und Zygans Flug nur 88,7 km betragen habe und die Sowjetunion die Daten nachträglich manipuliert hatte. In dem Fall wären die Hunde Mischka und Tschischik, die am 15. August 1951 mit ihrer Rakete 100,9 km hoch flogen, die ersten Säugetiere gewesen, die einen Raumflug entsprechend der seit den 1960er-Jahren gebräuchlichen Definition von „Weltraum“ überlebten.